# Politica României
România este o republică semiprezidențială reprezentativă, în care Prim-ministrul este șeful guvernului, în timp ce Președintele, conform Constituției, are, cel puțin teoretic, un rol simbolic. Acesta este responsabil de politica externă, semnează anumite decrete, aprobă legile promulgate de Parlament și numește șeful guvernului. România are un sistem multipartid, cu un sistem dominat de două partide, iar puterea legislativă este exercitată de guvern și de cele două camere ale Parlamentului, mai exact Camera Deputaților și Senatul. Justiția este, teoretic, independentă de executiv și legislativ. Între 1948 și 1989, structura politică a fost organizată sub un regim comunist de tip republică socialistă cu partid unic, condus de Partidul Comunist Român (PCR), singurul partid legal.
Constituția României din 1991 (revizuită în 2003) proclamă țara drept o republică democratică și socială, care își derivă suveranitatea de la popor. Conform Constituției, „Demnitatea omului, drepturile și libertățile cetățenilor, libera dezvoltare a personalității umane, dreptatea și pluralismul politic reprezintă valori supreme și sunt garantate.”
Constituția prevede existența unui Președinte, a unui Parlament, a unei Curți Constituționale și a unui sistem judiciar separat, care include Înalta Curte de Casație și Justiție. Dreptul de vot este acordat tuturor cetățenilor care au împlinit vârsta de 18 ani.
Economist Intelligence Unit a clasificat România drept o „democrație defectuoasă” în 2023. Începând cu 2024, aceasta ar putea fi considerată un regim hibrid sub o fațadă constituțională datorită deficiențelor democratice precum un stat de drept slab, o independență limitată a sistemului judiciar și o influență politică semnificativă asupra instituțiilor statului. Pe 1 ianuarie 2025, România a fost admisă integral în spațiul Schengen.

## Constituția
Constituția României, adoptată prin referendum național la 8 decembrie 1991 și revizuită în 2003, stabilește țara ca un stat național, suveran, independent, unitar și indivizibil. Forma de guvernământ este republica, iar organizarea statului se bazează pe principiul separației și echilibrului puterilor: legislativă, executivă și judecătorească, în cadrul unei democrații constituționale.
Președintele este ales prin vot universal, egal, direct, secret și liber exprimat, având mandat de cinci ani. Acesta numește primul-ministru din partidul sau coaliția care obține majoritatea parlamentară, iar premierul formează Guvernul. Reședința oficială a președintelui este Palatul Cotroceni, în timp ce Guvernul își desfășoară activitatea la Palatul Victoria.

## Puterea executivă[19]
| Deținătorii funcțiilor | Deținătorii funcțiilor | Deținătorii funcțiilor    | Deținătorii funcțiilor    |
| Funcție                | Nume                   | Partid                    | Data începerii mandatului |
| ---------------------- | ---------------------- | ------------------------- | ------------------------- |
| Președinte             | Nicușor Dan            | Independent               | 26 mai 2025               |
| Prim-ministrul         | Ilie Bolojan           | Partidul Național Liberal | 20 iunie 2025             |

Președintele este ales prin vot popular pentru maximum două mandate de câte cinci ani (mandate de patru ani până în 2004). Este șeful statului (însărcinat cu vegherea constituției, afacerilor externe și buna funcționare a autorității publice), comandant suprem al forțelor armate și președinte al Consiliului Suprem de Apărare a Țării. Conform constituției, el/ea acționează ca mediator între centrele de putere ale statului și între stat și societate. Președintele numește prim-ministrul după consultarea partidului care deține majoritatea absolută în Parlament sau, dacă nu există o astfel de majoritate, a tuturor partidelor din Parlament.
Ambiguitatea din Constituția României (articolul 85 alineatul (1), articolul 103 alineatul (1) poate duce la situații în care o coaliție de partide care obțin majoritatea absolută în Parlament sau un partid care deține majoritatea relativă în Parlament ar fi în imposibilitatea de a nominaliza un prim-ministru deoarece președintele ar refuza numirea (fără ca niciun partid să dețină majoritate absolută în Parlament). Potrivit articolului 103 (1), „dacă nu există o astfel de majoritate”, interpretat de președinte ca „dacă nu există un astfel de partid” ( deși o majoritate absolută poate fi formată dintr-un singur partid, o coaliție de partide sau o alianță).
La alegerile parlamentare din 2008, Alianța PSD+PC a câștigat 33.09% din locurile din Camera Deputaților și 34.16% din locurile din Senat. PNL a câștigat 18.57% din locuri la Camera Deputaților și 18.74% la Senat, dând ambelor partide majoritate atât în Camera Deputaților, cât și în Senat. În orice caz, președintele a nominalizat un membru PDL (care a câștigat mai puțin de 32.36% din locuri la Camera Deputaților și 33.54% din locurile de la Senat). Prim-ministrul nominalizat alege ceilalți membri ai guvernului, iar guvernul și programul său trebuie confirmate printr-un vot de încredere al Parlamentului.

## Parlamentul și Guvernul
| Deținătorii funcțiilor           | Deținătorii funcțiilor | Deținătorii funcțiilor    | Deținătorii funcțiilor    |
| Funcție                          | Nume                   | Partid                    | Data începerii mandatului |
| -------------------------------- | ---------------------- | ------------------------- | ------------------------- |
| Președintele Senatului           | Mircea Abrudean        | Partidul Național Liberal | 24 iunie 2025             |
| Președintele Camerei Deputaților | Sorin Grindeanu        | Partidul Social Democrat  | 24 iunie 2025             |

Parlamentul României este bicameral, fiind alcătuit din Senat, cu 136 de membri, și Camera Deputaților, cu 330 de membri. Un număr de 18 locuri suplimentare în Camera Deputaților sunt rezervate reprezentanților minorităților naționale. Parlamentul are rol legislativ, discutând și votând legile ordinare și organice, atât în comisiile de specialitate cât și în plen. Membrii parlamentului sunt aleși prin vot uninominal mixt, universal, direct și secret. Sistemul electoral este unul proporțional (membrii parlamentului se aleg din toate partidele care au depășit pragul electoral de 5 % din totalul sufragiilor exprimate, folosind unui algoritm bazat pe metoda d’Hondt). Alegerile se țin o dată la 4 ani, ultimele având loc la 1 decembrie 2024. Palatul Parlamentului găzduiește din anul 1994 sediul Camerei Deputaților, iar din anul 2004 și sediul Senatului.
Guvernul României este autoritatea publică a puterii executive, care funcționează în baza votului de încredere acordat de Parlament și care asigură realizarea politicii interne și externe a țării și exercită conducerea generală a administrației publice. Numirea Guvernului se face de Președintele României, pe baza votului de încredere acordat Guvernului de Parlament. Guvernul este alcătuit din primul-ministru și miniștri. Primul-ministru conduce Guvernul și coordonează activitatea membrilor acestuia, cu respectarea atribuțiilor legale care le revin. De asemenea, Guvernul adoptă hotărâri și ordonanțe.

## Puterea judecătorească
Potrivit principiului separării puterilor în stat, sistemul judiciar din România este independent de celelalte ramuri ale guvernului și este compus dintr-o structură de instanțe organizate ierarhic. În România, justiția se înfăptuiește numai de către Înalta Curte de Casație și Justiție și celelalte instanțe judecătorești, respectiv curțile de apel, tribunalele, tribunalele specializate și judecătoriile. Înalta Curte de Casație și Justiție este instanța cea mai înaltă în grad, iar rolul său fundamental este de a asigura interpretarea și aplicarea unitară a legii de către celelalte instanțe judecătorești. Sistemul judiciar românesc este puternic influențat de modelul francez. Curtea Constituțională este unica autoritate de jurisdicție constituțională în România, independentă față de orice altă autoritate publică și care are, conform Constituției României, rolul de garant al supremației Constituției. Constituția, introdusă în 1991, poate fi amendată doar printr-un referendum public, iar ultimul referendum de modificare a fost organizat în 2003. De atunci, de la acea modificare, Parlamentul nu mai are dreptul să treacă peste deciziile Curții Constituționale, indiferent de majoritate.

Integrarea României în Uniunea Europeană din 2007  a avut o influență semnificativă asupra politicii interne a țării. Ca parte a acestui proces, România a inițiat reforme, inclusiv reforma din justiție, a intensificat cooperarea judiciară cu alte state membre și a luat măsuri împotriva corupției. Cu toate acestea, în raportul de țară din 2006, România și Bulgaria au fost descrise ca fiind cele mai corupte țări ale Uniunii Europene.
| Deținătorii funcțiilor                             | Deținătorii funcțiilor | Deținătorii funcțiilor | Deținătorii funcțiilor    |
| Funcție                                            | Nume                   | Partid                 | Data începerii mandatului |
| -------------------------------------------------- | ---------------------- | ---------------------- | ------------------------- |
| Președintele Înaltei Curți de Casație și Justiție  | Corina Corbu           | Nu are                 | Septembrie 2019           |
| Președintele Consiliului Superior al Magistraturii | Marian Budă            | Nu are                 | Mai 2022                  |

### Probleme constituționale
| Deținătorii funcțiilor              | Deținătorii funcțiilor | Deținătorii funcțiilor | Deținătorii funcțiilor    |
| Funcție                             | Nume                   | Partid                 | Data începerii mandatului |
| ----------------------------------- | ---------------------- | ---------------------- | ------------------------- |
| Președintele Curții Constituționale | Simina Tănăsescu       | Nu are                 | Iulie 2025                |

Curtea Constituțională judecă problemele de constituționalitate invocate în orice instanță și judecă conformitatea legilor (sau a altor reglementări ale statului) cu Constituția României. Curtea, în afara ramurii judiciare, urmează tradiția Consiliului Constituțional francez, cu nouă judecători care servesc mandate de nouă ani, nereînnoibile. De la revizuirea constituției din 2003, deciziile acesteia nu pot fi anulate de majoritatea parlamentară.

## Relațiile externe
După decembrie 1989, România și-a reorientat politica pe calea întăririi legăturilor cu occidentul, în mod special cu Statele Unite și Uniunea Europeană. Dacă, în 1972, România devenea membră a Băncii Mondiale și a FMI și de asemenea a Organizației Mondiale a Comerțului, în 2004 ea a devenit membră a NATO iar din 2007 face parte din Uniunea Europeană.
Liderii României postdecembriste au făcut declarații publice în ceea ce privește strângerea relațiilor cu alte țări europene și, de asemenea, în ceea ce privește ajutorul dat acestora în procesul integrării euro-atlantice, în special în cazul Moldovei, Ucrainei și Georgiei. Liderii români au declarat public în mai multe ocazii că se așteaptă ca într-o perioadă de aproximativ 10 ani, toate țările democratice postsovietice din Europa Răsăriteană și din Caucaz să acceadă în UE și NATO. În decembrie 2005, președintele Traian Băsescu și secretarul de stat SUA Condoleezza Rice au semnat un acord care permite instalarea de baze militare americane în România.
România și-a arătat în mod public sprijinul pentru Turcia și Croația în eforturile făcute de aceste țări pentru aderarea la Uniunea Europeană. Relațiile economice turco-române au statut privilegiat. În același timp, relațiile româno-maghiare s-au aflat tot timpul la nivelul cel mai înalt, Ungaria sprijinind eforturile României de aderare la UE.
Relațiile României cu Republica Moldova au un statut special, având în vedere că cele două țări folosesc practic aceași limbă și au un fond istoric comun. România a fost primul stat care a recunoscut independența Republicii Moldova, la numai câteva ore după proclamarea independenței noului stat (27 august 1991). Din declarația guvernului român, făcută cu acest prilej, reiese clar că, în viziunea autorităților de la București, independența Moldovei era considerată o formă de emancipare de sub tutela Moscovei și un pas spre reunificarea cu România. În prezent, România concepe relația sa cu Republica Moldova pe două coordonate majore: afirmarea caracterului special al acestei relații, conferit de comunitatea de limbă, istorie, cultură, tradiții - realități ce nu pot fi eludate sau negate; dimensiunea europeană a cooperării bilaterale, având la bază obiectivul strategic al ambelor state de integrare în Uniunea Europeană.
România a avut neînțelegeri cu Ucraina în legătură cu Insula Șerpilor și cu platforma continentală a Mării Negre la est de Sulina, miza principală fiind zăcămintele de petrol și de gaze din zonă. Problema a fost prezentată în fața Curții Internaționale de Justiție. CIJ, prin  decizia nr. 2009/9 din 3 februarie 2009 a acordat României 79,34% din zona în dispută. Astfel, României îi revin 9.700 km², iar Ucrainei îi revin 2.300 km². Prin decizia CIJ, Insula Șerpilor rămâne în componența Ucrainei. Aceasta a fost a 100-a decizie a CIJ de la înființarea sa. O altă problemă dintre cele două țări este cea a construcției Canalului Bâstroe.

## Partidele politice
Începând cu anul 2008, partidele primesc subvenții de la bugetul de stat prin bugetul Autorității Electorale Permanente (A.E.P.) și au obligația să înregistreze distinct în evidența contabilă proprie subvenția primită.

Nicușor Dan, actualul președinte al României din 26 mai 2025.

### Principalele partide politice
România are un sistem multipartid, ceea ce face practic imposibil un guvern majoritar (cu excepția cazului în care un anumit partid politic obține un scor foarte mare la alegerile legislative). Partidele parlamentare mai mici au fuzionat uneori cu altele mai mari în timpul legislaturii anterioare înainte de 2024. În prezent, există cinci partide parlamentare principale (excluzând cele 18 partide ale minorităților etnice care au câte un reprezentant):
| Logo | Nume partid | Nume partid                            | Poziție                      | Ideologie                                                                                         | Lider(i)                    | Note |
| ---- | ----------- | -------------------------------------- | ---------------------------- | ------------------------------------------------------------------------------------------------- | --------------------------- | --- |
|      |             | Partidul Social Democrat               | Centru-stânga                | Social democrație, pro-europenism, populism, euroscepticism moderat (facțiuni), de facto big tent | Sorin Grindeanu (interimar) | Actualmente cel mai mare partid din parlament. Conduce în prezent un guvern format cu PNL și UDMR/RMDSZ (formulă de guvernare care a mai fost între 2021 și 2023). A obținut cele mai slabe rezultate parlamentare ale acestuia în cadrul alegerilor legislative precedente din 2024. |
|      |             | Alianța pentru Unirea Românilor        | Dreapta spre extrema dreaptă | Naționalist-populistă, conservatorism național, euroscepticism                                    | George Simion               | În prezent, al doilea partid din parlament ca mărime respectiv cel mai mare partid de opoziție. |
|      |             | Partidul Național Liberal              | Centru-dreapta               | Liberal-conservatoare, centru-dreapta populist, de facto big tent                                 | Ilie Bolojan                | În prezent, face parte dintr-un guvern condus de PSD, fiind al doilea cel mai mare partid de guvernământ din cadrul actualului cabinet. |
|      |             | Uniunea Salvați România                | Centru-dreapta               | Anticorupție, pro-europenism, liberalism, populism, progresism, libertarianism (facțiuni)         | Dominic Fritz               | În prezent, al patrulea partid ca mărime din parlament (în opoziție față de guvernul PNL-PSD-UDMR); cu o poziție politică ușor sincretică (mai ales cu o concentrare semnificativă către anticorupție și domnia legii). Recent, și-a clarificat o poziție politică (mai precis de centru-dreapta) cu accente puternice puse pe liberalismul economic respectiv pe politici anticorupție. Tot recent, partidul a luat poziții ușor populiste.             |
|      |             | S.O.S. România                         | Extrema dreaptă              | Ultranaționalistă, conservatorism social, euroscepticism dur                                      | Diana Șoșoacă               | Înființat în 2021 și devenit popular după intrarea Dianei Șoșoacă, partidul a reușit să trimită 2 eurodeputați după alegerile europarlamentare din 2024. La alegerile parlamentare precedente, acesta a obținut o reprezentare semnificativă, devenind al cincilea partid ca mărime din parlament respectiv al doilea partid naționalist după AUR. Retorica partidului este una ultranaționalistă, naționalist-revoluționară precum și dur eurosceptică. |
|      |             | Partidul Oamenilor Tineri              | Dreapta spre extrema dreaptă | Naționalist-populistă, dreapta creștină                                                           | Anamaria Găvrilă            | Înființat în 2023 de Anamaria Gavrilă, fost deputat AUR, partidul promovează ideologii tradiționaliste și naționalist-creștine, opunându-se avortului și vaccinării obligatorii. POT a susținut candidatura lui Călin Georgescu la alegerile prezidențiale din 2024 și a obținut reprezentare parlamentară în urma alegerilor din 1 decembrie 2024. În prezent partidul se află în opoziție.                                                             |
|      |             | Uniunea Democrată Maghiară din România | Centru-dreapta               | Partidul minorității maghiare                                                                     | Hunor Kelemen               | Anterior, cel mai mic partid de guvernământ din coaliția de dreapta înființată în decembrie 2020 (care s-a desființat ulterior în septembrie 2021). Din noiembrie 2021 până în iunie 2023 a făcut parte din coaliția de guvernământ cu PNL și PSD, fiind cel mai mic partid din această monstruasă coaliție. În prezent, este cel mai mic partid aflat la guvernare.                                                                                     |

Principalele cinci partide neparlamentare care au obținut un număr semnificativ de voturi la parlamentare sau cu reprezentanți locali sunt după cum urmează:
| Logo | Nume partid | Nume partid                                          | Poziție        | Ideologie              | Lider            |
| ---- | ----------- | ---------------------------------------------------- | -------------- | ---------------------- | ---------------- |
|      |             | Partidul Sănătate, Educație, Natură, Sustenabilitate | Centru-stânga  | Politică verde         | Andrei Macsut    |
|      |             | Partidul Mișcarea Populară                           | Centru-dreapta | Creștin-democrație     | Eugen Tomac      |
|      |             | Forța Dreptei                                        | Centru-dreapta | Liberalism conservator | Ludovic Orban    |
|      |             | Reînnoim Proiectul European al României              | Centru         | Liberalism social      | Ramona Strugariu |
|      |             | Partidul Umanist Social Liberal                      | Centru-stânga  | Umanism pragmatic      | Daniel Ionașcu   |

Spre deosebire de alte state din fostul bloc sovietic, format din fostele țări semnatoare ale Pactului de la Varșovia (1955) sau cu state devenite ulterior independente de Uniunea Republicilor Sovietice Socialiste (URSS), cum ar fi, în special, Republica Moldova vecină, oficial, niciun partid politic care pretinde a fi succesorul Partidului Comunist Român (PCR) nu a fost sau este în prezent un jucător important pe scena politică din România, deși principalul continuator al PCR, mai precis FSN, și, ulterior FDSN/PDSR/PSD, a ridicat de foarte multe ori suspiciuni și acuzații din partea concurenților electorali cu privire la carierele politice trecute ale multor atât actuali cât și foști membri ai acestuia care au făcut parte din primul sau cel de-al doilea eșalon al PCR înainte de Revoluția Română din 1989. 
De asemenea, Partidul Național Liberal (PNL), al doilea partid politic post-decembrist care s-a aflat cel mai mult la guvernare după FSN/FDSN/PDSR/PSD, are mulți foști securiști (sau colaboratori ai fostei Securități) precum și foști membri ai PCR sau rude ale acestora în componența acestuia, parțial prin fuziunea cu Partidul Democrat Liberal (PDL) din 2014, dar nu numai (având acești membrii cu probleme grave și înainte de 2014). Totodată, foști președinți ai PNL (primii doi președinți post-decembriști ai partidului mai precis) au fost suspectați de colaborare cu fosta Securitate (chiar dacă forțată atâta timp cât au fost în detenție în pușcăriile comuniste), precum Radu Câmpeanu sau Mircea Ionescu-Quintus, cel din urmă fiind dovedit și chiar recunoscând că a fost colaborator al fostei Securități, declarând că nu a avut forța să o refuze. Alt fost lider marcant al PNL care a colaborat cu fosta Securitate a fost Dan Amedeo Lăzărescu.

### Calitatea discursului politic
Analiști culturali notabili au criticat calitatea discursului politic postdecembrist românesc, pe care Andrei Pleșu îl descria ca departe de a fi „încă normal. E fie ipocrit, fie agresiv, fie bășcălios, fie mincinos, fie electoral, în orice caz e un discurs căruia îi lipsesc componente elementare cum ar fi convingerea autentică și gramatica”. Alina Mungiu-Pippidi a avansat comentarii similare, în contextul manifestațiilor antiguvernamentale masive din luna februarie 2017. În martie 2017, parlamentarul Mihai Goțiu (Uniunea Salvați România/USR) comenta pe marginea carențelor profunde din activitatea Senatului României: „cu greu poți descrie bătaia de joc la adresa regulilor, a regulamentelor, a membrilor Opoziției, a cetățenilor din stradă și a tot ceea ce înseamnă bun-simț și democrație”. Se poate astfel sesiza mai degrabă o non-calitate a discursului politic în general în România postdecembristă.

## Ultimele alegeri

### Alegeri prezidențiale
Ultimele alegeri prezidențiale au avut loc pe 4 mai, respectiv 18 mai 2025. În urma evenimentelor petrecute în timpul primului tur de scrutin și al constatării ingerințelor străine la alegerile prezidențiale din noiembrie 2024, Curtea Constituțională a anulat alegerile, astfel că acestea au fost repetate în mai 2025.
| Nume                                           | Nume                 | Partid și susținere                 | Primul tur | Primul tur   | Al doilea tur | Al doilea tur |
| Nume                                           | Nume                 | Partid și susținere                 | Voturi     | Procente (%) | Voturi        | Procente (%)  |
| ---------------------------------------------- | -------------------- | ----------------------------------- | ---------- | ------------ | ------------- | ------------- |
|                                                | Nicușor Dan          | Independent                         | 1.979.767  | 20,99        | 6.168.642     | 53,60         |
|                                                | George Simion        | Alianța pentru Unirea Românilor     | 3.862.761  | 40,96        | 5.339.053     | 46,40         |
|                                                | Crin Antonescu       | Alianța Electorală România Înainte  | 1.892.930  | 20,07        |               |               |
|                                                | Victor Ponta         | Independent                         | 1.230.164  | 13,04        |               |               |
|                                                | Elena Lasconi        | Uniunea Salvați România             | 252.721    | 2,68         |               |               |
|                                                | Lavinia Șandru       | Partidul Umanist Social Liberal     | 60.682     | 0,64         |               |               |
|                                                | Daniel Funeriu       | Independent                         | 49.604     | 0,53         |               |               |
|                                                | Cristian Terheș      | Partidul Național Conservator Român | 36.445     | 0,39         |               |               |
|                                                | Sebastian Popescu    | Partidul Noua Românie               | 25.994     | 0,28         |               |               |
|                                                | John Ion Banu Muscel | Independent                         | 22.020     | 0,23         |               |               |
|                                                | Silviu Predoiu       | Partidul Liga Acțiunii Naționale    | 17.186     | 0,18         |               |               |
| Voturi valide                                  | Voturi valide        | Voturi valide                       | 9.430.274  | 98,52        | 11.507.695    | 98,85         |
| Voturi nule                                    | Voturi nule          | Voturi nule                         | 141.388    | 1,48         | 134.171       | 1,15          |
| Total                                          | Total                | Total                               | 9.571.662  | 100.00       | 11.641.866    | 100.00        |
| Sursa: Autoritatea Electorală Permanentă (AEP) |                      |                                     |            |              |               |               |

### Alegeri europarlamentare
Ultimele alegeri europarlamentare au avut loc pe 9 iunie 2024.
| Partid/Candidat                                                               | Partid/Candidat                                                                              | Partid/Candidat           | Partid/Candidat               | Număr de candidați | Voturi    | %     | +/–      | Mandate | +/– |
| Partid național                                                               | Partid național                                                                              | Partid european           | Grup europarlamentar          | Număr de candidați | Voturi    | %     | +/–      | Mandate | +/– |
| ----------------------------------------------------------------------------- | -------------------------------------------------------------------------------------------- | ------------------------- | ----------------------------- | ------------------ | --------- | ----- | -------- | ------- | --- |
|                                                                               | Alianța Electorală PSD-PNL - Partidul Social Democrat - Partidul Național Liberal            | PES (PSD), PPE (PNL)      | S&D (PSD), PPE (PNL)          | 43                 | 4.304.937 | 48,7% | ▼ 0.8pp  | 19      | ▬ 0 |
|                                                                               | Alianța pentru Unirea Românilor                                                              | CRE (Intenție de aderare) | CRE (Intenție de aderare)     | 43                 | 1.321.272 | 14,9% | Nou      | 6       | ▲ 6 |
|                                                                               | Alianța Dreapta Unită - Uniunea Salvați România - Partidul Mișcarea Populară - Forța Dreptei | ALDE (USR), PPE (PMP, FD) | Renew Europe (USR), PPE (PMP) | 43                 | 761.307   | 8,6%  | ▼ 19,6%  | 3       | ▼ 7 |
|                                                                               | Uniunea Democrată Maghiară din România                                                       | PPE                       | PPE                           | 43                 | 577.233   | 6,6%  | ▲ 1,3%   | 2       | ▬ 0 |
|                                                                               | S.O.S. România                                                                               | ID (Intenție de aderare)  | —                             | 43                 | 445.591   | 5,04% | Nou      | 2       | ▲ 2 |
|                                                                               | Reînnoim Proiectul European al României                                                      | —                         | Renew Europe                  | 43                 | 324.827   | 3,67% | Nou      | 0       | ▼ 5 |
|                                                                               | Candidat independent: Nicolae Ștefănuță                                                      | —                         | —                             | 1                  | 269.448   | 3,05% | ▲ 3,05%  | 1       | ▲ 1 |
|                                                                               | Candidat independent: Vlad Gheorghe                                                          | —                         | —                             | 1                  | 217.558   | 2,46% | ▲ 2,46%  | 0       | ▼ 1 |
|                                                                               | Partidul Diaspora Unită                                                                      | —                         | —                             | 31                 | 157.781   | 1,78% | Nou      | 0       | ▬ 0 |
|                                                                               | Partidul Umanist Social Liberal                                                              | —                         | S&D                           | 43                 | 129,723   | 1,47% | Nou      | 0       | ▬ 0 |
|                                                                               | Candidat independent: Dumitru-Silvestru Șoșoacă                                              | —                         | —                             | 1                  | 79,677    | 0,94% | Nou      | 0       | ▬ 0 |
|                                                                               | Partidul Patrioților                                                                         | —                         | —                             | 30                 | 64,644    | 0,73% | Nou      | 0       | ▬ 0 |
|                                                                               | Partidul România Mare                                                                        | —                         | —                             | 43                 | 58,546    | 0,66% | ▲ 0,66%  | 0       | ▬ 0 |
|                                                                               | Candidat independent: Paula-Marinela Pîrvănescu                                              | —                         | —                             | 1                  | 50,348    | 0,57% | Nou      | 0       | ▬ 0 |
|                                                                               | Partidul Alternativa Dreaptă                                                                 | CRE                       | —                             | 42                 | 39,542    | 0,45% | Nou      | 0       | ▬ 0 |
|                                                                               | Alianța România Socialistă                                                                   | PEL                       | —                             | 43                 | 36.760    | 0,42% | Nou      | 0       | ▬ 0 |
| Total:                                                                        | Total:                                                                                       | Total:                    | Total:                        | 494                | 9.439.644 | 100%  | ▲ 1.35pp | 33      | ▲1  |
| Sursă: Biroul Electoral Central Arhivat în 11 iunie 2024, la Wayback Machine. |                                                                                              |                           |                               |                    |           |       |          |         |     |

### Alegeri legislative
Ultimele alegeri parlamentare au avul loc pe 1 decembrie 2024. În cele două tabele de mai jos sunt reprezentate rezultatele atât pentru Senat, cât și pentru Camera Deputaților:

#### Camera Deputaților

Distribuirea locurilor în Camera Deputaților după alegerile din 1 decembrie:
PSD: 86 de locuri
AUR: 63 de locuri
PNL: 49 de locuri
USR: 40 de locuri
SOS RO: 28 de locuri
POT: 24 de locuri
UDMR: 22 de locuri
Minoritățile naționale: 18 de locuri

PSD: 86 de locuri
     AUR: 63 de locuri
     PNL: 49 de locuri
     USR: 40 de locuri
     SOS RO: 28 de locuri
     POT: 24 de locuri
     UDMR: 22 de locuri
     Minoritățile naționale: 18 de locuri
| Partid                                                           | Partid                                                    | Voturi     | %       | Locuri | +/- | %      |
| ---------------------------------------------------------------- | --------------------------------------------------------- | ---------- | ------- | ------ | --- | ------ |
|                                                                  | Partidul Social Democrat                                  | 2.030.144  | 21,96%  | 86     | -24 | 25,98% |
|                                                                  | Alianța pentru Unirea Românilor                           | 1.665.143  | 18,01%  | 63     | +30 | 19,03% |
|                                                                  | Partidul Național Liberal                                 | 1.219.810  | 13,20%  | 49     | -44 | 14,80% |
|                                                                  | Uniunea Salvați România                                   | 1.146.357  | 12,40%  | 40     | -15 | 12,08% |
|                                                                  | S.O.S. România                                            | 679.967    | 7,36%   | 28     | Nou | 8,45%  |
|                                                                  | Partidul Oamenilor Tineri                                 | 596.745    | 6,46%   | 24     | Nou | 7,25%  |
|                                                                  | Uniunea Democrată Maghiară din România                    | 585.397    | 6,33%   | 22     | +1  | 6,64%  |
|                                                                  | Partidul Sănătate, Educație, Natură, Sustenabilitate      | 276.494    | 2,99%   | 0      | Nou |        |
|                                                                  | Forța Dreptei                                             | 189.678    | 2,05%   | 0      | -16 |        |
|                                                                  | Partidul Social Democrat Unit                             | 177.137    | 1,92%   | 0      | Nou |        |
|                                                                  | Reînnoim Proiectul European al României                   | 114.223    | 1,24%   | 0      | Nou |        |
|                                                                  | Partidul Dreptate și Respect în Europa pentru Toți        | 107.474    | 1,16%   | 0      | Nou |        |
|                                                                  | Partidul Național Conservator Român                       | 45.687     | 0,49%   | 0      | Nou |        |
|                                                                  | Partidul Patrioții Poporului Român                        | 40.960     | 0,44%   | 0      | 0   |        |
|                                                                  | Partidul Ecologist Român                                  | 34.641     | 0,37%   | 0      | 0   |        |
|                                                                  | Partidul Social Democrat Independent                      | 33.372     | 0,36%   | 0      | 0   |        |
|                                                                  | Partidul România în Acțiune                               | 28.504     | 0,31%   | 0      | Nou |        |
|                                                                  | Alianța Național Creștină                                 | 25.789     | 0,28%   | 0      | 0   |        |
|                                                                  | Partidul Noua Românie                                     | 14.107     | 0,15%   | 0      | 0   |        |
|                                                                  | Partida Romilor „Pro Europa”                              | 13.881     | 0,15%   | 1      | 0   | 0.3%   |
|                                                                  | Asociația Macedonenilor din România                       | 13.800     | 0,15%   | 1      | 0   | 0,3%   |
|                                                                  | Alianța România Socialistă                                | 12.849     | 0,14%   | 0      | 0   |        |
|                                                                  | Liga Albanezilor din România                              | 9.177      | 0,10%   | 1      | 0   | 0,3%   |
|                                                                  | Uniunea Ucrainenilor din România                          | 8.750      | 0,09%   | 1      | 0   | 0,3%   |
|                                                                  | Forumul Democrat al Germanilor din România                | 8.577      | 0,09%   | 1      | 0   | 0,3%   |
|                                                                  | Uniunea Sârbilor din România                              | 7.962      | 0,09%   | 1      | 0   | 0,3%   |
|                                                                  | Alternativa pentru Demnitate Națională                    | 7.747      | 0,08%   | 0      | 0   |        |
|                                                                  | Uniunea Elenă din România                                 | 7.565      | 0,08%   | 1      | 0   | 0,3%   |
|                                                                  | Comunitatea Rușilor Lipoveni din România                  | 7.434      | 0,08%   | 1      | 0   | 0,3%   |
|                                                                  | Uniunea Democratică a Slovacilor și Cehilor din România   | 7.420      | 0,08%   | 1      | 0   | 0,3%   |
|                                                                  | Federația Comunităților Evreiești din România             | 5.281      | 0,06%   | 1      | 0   | 0,3%   |
|                                                                  | Uniunea Bulgară din Banat-România                         | 5.089      | 0,06%   | 1      | 0   | 0,3%   |
|                                                                  | Uniunea Democrată a Tătarilor Turco-Musulmani din România | 4.908      | 0,05%   | 1      | 0   | 0,3%   |
|                                                                  | Uniunea Armenilor din România                             | 4.747      | 0,05%   | 1      | 0   | 0,3%   |
|                                                                  | Uniunea Culturală a Rutenilor din România                 | 4.571      | 0,05%   | 1      | 0   | 0,3%   |
|                                                                  | Uniunea Democrată Turcă din România                       | 4.547      | 0,05%   | 1      | 0   | 0,3%   |
|                                                                  | Uniunea Croaților din România                             | 4.413      | 0,05%   | 1      | 0   | 0,3%   |
|                                                                  | Uniunea Polonezilor din România                           | 4.215      | 0,05%   | 1      | 0   | 0,3%   |
|                                                                  | Asociația Italienilor din România                         | 4.128      | 0,04%   | 1      | 0   | 0,3%   |
|                                                                  | Partidul Liga Acțiunii Naționale                          | 2.912      | 0,03%   | 0      | Nou |        |
|                                                                  | Forumul Cehilor din România                               | 2.817      | 0,03%   | 1      | Nou | 0,3%   |
|                                                                  | Partidul Pensionarilor Uniți                              | 229        | 0,00%   | 0      | 0   |        |
|                                                                  | Independenți                                              | 7,826      | 0,08%   | 0      | 0   |        |
|                                                                  |                                                           |            |         |        |     |        |
| Voturi invalide/albe                                             | Voturi invalide/albe                                      | 195.115    | 2,06%   |        |     |        |
| Total                                                            | Total                                                     | 9,455,072  | 100,00% |        |     |        |
| Votanți înregistrați/prezența                                    | Votanți înregistrați/prezența                             | 18,008,555 | 52,50%  |        |     |        |
| Sursa: Autoritatea Electorală Permanentă (AEP) Numărul de locuri |                                                           |            |         |        |     |        |

#### Senat

Distribuirea locurilor în Senatul României după alegerile din 1 decembrie:
PSD: 36 de locuri
AUR: 28 de locuri
PNL: 22 de locuri
USR: 19 de locuri
SOS RO: 12 de locuri
UDMR: 10 de locuri
POT: 7 de locuri

PSD: 36 de locuri
     AUR: 28 de locuri
     PNL: 22 de locuri
     USR: 19 de locuri
     SOS RO: 12 de locuri
     UDMR: 10 de locuri
     POT: 7 de locuri
| Partid                                                           | Partid                                               | Voturi     | %       | Locuri | +/- | %      |
| ---------------------------------------------------------------- | ---------------------------------------------------- | ---------- | ------- | ------ | --- | ------ |
|                                                                  | Partidul Social Democrat                             | 2.065.087  | 22,30%  | 36     | -11 | 26,86% |
|                                                                  | Alianța pentru Unirea Românilor                      | 1.694.705  | 18,30%  | 28     | +14 | 20,89% |
|                                                                  | Partidul Național Liberal                            | 1.322.468  | 14,28%  | 22     | -19 | 16,41% |
|                                                                  | Uniunea Salvați România                              | 1.134.831  | 12,26%  | 19     | -6  | 14,17% |
|                                                                  | S.O.S. România                                       | 718.409    | 7,76%   | 12     | Nou | 8,95%  |
|                                                                  | Partidul Oamenilor Tineri                            | 591.927    | 6,39%   | 7      | Nou | 5,22%  |
|                                                                  | Uniunea Democrată Maghiară din România               | 590.783    | 6,38%   | 10     | +1  | 7,46%  |
|                                                                  | Partidul Sănătate, Educație, Natură, Sustenabilitate | 263.173    | 2,84%   | 0      | Nou |        |
|                                                                  | Forța Dreptei                                        | 173.703    | 1,88%   | 0      | -3  |        |
|                                                                  | Partidul Social Democrat Unit                        | 164.659    | 1,78%   | 0      |     |        |
|                                                                  | Reînnoim Proiectul European al României              | 126.408    | 1,37%   | 0      | Nou |        |
|                                                                  | Partidul Dreptate și Respect în Europa pentru Toți   | 114.500    | 1,24%   | 0      | Nou |        |
|                                                                  | Partidul Național Conservator Român                  | 50.287     | 0,54%   | 0      | Nou |        |
|                                                                  | Partidul Patrioții Poporului Român                   | 48.436     | 0,52%   | 0      | 0   |        |
|                                                                  | Partidul Social Democrat Independent                 | 41.712     | 0,45%   | 0      | 0   |        |
|                                                                  | Partidul Ecologist Român                             | 38.561     | 0,42%   | 0      | 0   |        |
|                                                                  | Alianța Național Creștină                            | 31.094     | 0,34%   | 0      | 0   |        |
|                                                                  | Partidul România în Acțiune                          | 30.252     | 0,33%   | 0      | Nou |        |
|                                                                  | Partidul Noua Românie                                | 17.203     | 0,19%   | 0      | 0   |        |
|                                                                  | Alianța România Socialistă                           | 16.256     | 0,18%   | 0      | 0   |        |
|                                                                  | Alternativa pentru Demnitate Națională               | 10.473     | 0,11%   | 0      | 0   |        |
|                                                                  | Partidul Liga Acțiunii Naționale                     | 3.838      | 0,04%   | 0      | Nou |        |
|                                                                  | Alte partide/independenți                            | 10.412     | 0,10%   | 0      | 0   |        |
|                                                                  |                                                      |            |         |        |     |        |
| Voturi invalide/albe                                             | Voturi invalide/albe                                 | 194.189    | 2,09%   |        |     |        |
| Total                                                            | Total                                                | 9,259,957  | 100.00% |        |     |        |
| Votanți înregistrați/prezența                                    | Votanți înregistrați/prezența                        | 18,008,555 | 51,41%  |        |     |        |
| Sursa: Autoritatea Electorală Permanentă (AEP) Numărul de locuri |                                                      |            |         |        |     |        |

### Alegeri locale
Ultimele alegeri locale au avut loc pe 9 iunie 2024.
| | Partidul Social Democrat (PSD)                                                                                      | Partidul Social Democrat (PSD)                                                                                      | Partidul Social Democrat (PSD)                                                                                      | 2.823.291 | 35,56%  | 24 | 2.640.850 | 33,50%  | 521   | 3.045.816 | 34,74%  | 1.677 | 2.830.129 | 32,56%  | 16.509 |
| | Partidul Național Liberal (PNL)                                                                                     | Partidul Național Liberal (PNL)                                                                                     | Partidul Național Liberal (PNL)                                                                                     | 2.314.354 | 29,15%  | 11 | 2.178.075 | 27,63%  | 412   | 2.548.478 | 29,07%  | 1.132 | 2.273.927 | 26,16%  | 12.802 |
| | Alianța pentru Unirea Românilor (AUR)                                                                               | Alianța pentru Unirea Românilor (AUR)                                                                               | Alianța pentru Unirea Românilor (AUR)                                                                               | 768.207   | 9,67%   | 0  | 843.734   | 10,70%  | 159   | 549.306   | 6,26%   | 30    | 829.365   | 9,54%   | 3.527  |
| | Alianța Dreapta Unită (ADU) - Uniunea Salvați România (USR) - Partidul Mișcarea Populară (PMP) - Forța Dreptei (FD) | Alianța Dreapta Unită (ADU) - Uniunea Salvați România (USR) - Partidul Mișcarea Populară (PMP) - Forța Dreptei (FD) | Alianța Dreapta Unită (ADU) - Uniunea Salvați România (USR) - Partidul Mișcarea Populară (PMP) - Forța Dreptei (FD) | 698.704   | 8,80%   | 0  | 653.476   | 8,29%   | 75    | 550.850   | 6,28%   | 28    | 583.042   | 6,70%   | 961    |
| | Uniunea Democrată Maghiară din România (UDMR/RMDSZ)                                                                 | Uniunea Democrată Maghiară din România (UDMR/RMDSZ)                                                                 | Uniunea Democrată Maghiară din România (UDMR/RMDSZ)                                                                 | 479.503   | 6,03%   | 4  | 506.659   | 6,42%   | 104   | 378.594   | 4,31%   | 200   | 471.588   | 5,42%   | 2.525  |
| | Alianța Electorală PSD-PNL (PSD-PNL) - Partidul Național Liberal (PNL) - Partidul Social Democrat (PSD)             | Alianța Electorală PSD-PNL (PSD-PNL) - Partidul Național Liberal (PNL) - Partidul Social Democrat (PSD)             | Alianța Electorală PSD-PNL (PSD-PNL) - Partidul Național Liberal (PNL) - Partidul Social Democrat (PSD)             | 258.490   | 3,25%   | 2  | 258.741   | 3,28%   | 42    | 511.190   | 5,83%   | 29    | 429.728   | 4,94%   | 308    |
| | S.O.S. România (S.O.S.)                                                                                             | S.O.S. România (S.O.S.)                                                                                             | S.O.S. România (S.O.S.)                                                                                             | 232.577   | 2,92%   | 0  | 226.949   | 2,87%   | 0     | 85.105    | 0,97%   | 0     | 120.819   | 1,39%   | 149    |
| | Uniunea Salvați România (USR)                                                                                       | Uniunea Salvați România (USR)                                                                                       | Uniunea Salvați România (USR)                                                                                       | 14.739    | 0,18%   | 2  | 17.119    | 0,21%   | 2     | 104.621   | 1,19%   | 10    | 158.545   | 1,82%   | 830    |
| | Partidul Umanist Social Liberal (PUSL)                                                                              | Partidul Umanist Social Liberal (PUSL)                                                                              | Partidul Umanist Social Liberal (PUSL)                                                                              | 55.995    | 0,70%   | 0  | 78.927    | 1,00%   | 0     | 107.355   | 1,22%   | 4     | 128.060   | 1,47%   | 225    |
| | Reînnoim Proiectul European al României (REPER)                                                                     | Reînnoim Proiectul European al României (REPER)                                                                     | Reînnoim Proiectul European al României (REPER)                                                                     | 11.141    | 0,14%   | 0  | 32.304    | 0,40%   | 0     | 44.634    | 0,50%   | 2     | 70.039    | 0,80%   | 54     |
| | Partidul Ecologist Român (PER)                                                                                      | Partidul Ecologist Român (PER)                                                                                      | Partidul Ecologist Român (PER)                                                                                      | 17.421    | 0,21%   | 0  | 29.250    | 0,37%   | 0     | 21.273    | 0,24%   | 1     | 35.265    | 0,41%   | 79     |
| | Forumul Democrat al Germanilor din România (FDGR/DFDR)                                                              | Forumul Democrat al Germanilor din România (FDGR/DFDR)                                                              | Forumul Democrat al Germanilor din România (FDGR/DFDR)                                                              | 18.148    | 0,22%   | 0  | 23.053    | 0,29%   | 0     | 25.890    | 0,29%   | 5     | 22.499    | 0,26%   | 52     |
| | Partidul Mișcarea Populară (PMP)                                                                                    | Partidul Mișcarea Populară (PMP)                                                                                    | Partidul Mișcarea Populară (PMP)                                                                                    | 1.572     | 0,01%   | 0  | 1.056     | 0,01%   | 0     | 29.607    | 0,33%   | 0     | 45.305    | 0,52%   | 238    |
| | Partidul Verde (PV)                                                                                                 | Partidul Verde (PV)                                                                                                 | Partidul Verde (PV)                                                                                                 | 4.143     | 0,05%   | 0  | 12.351    | 0,15%   | 0     | 15.370    | 0,17%   | 0     | 22.111    | 0,25%   | 38     |
| | Alianțe locale, alte partide și candidați independenți                                                              | Alianțe locale, alte partide și candidați independenți                                                              | Alianțe locale, alte partide și candidați independenți                                                              | 235.983   | 3,05%   | 0  | 379.585   | 4,88%   | 18    | 885.671   | 8,60%   | 58    | 991.826   | 11,39%  | 1.754  |
| Total:                                                                                                  | Total: | Total: | Total: | 7.939.028 | 100,00% | 41 | 7.882.129 | 100,00% | 1.340 | 8.766.798 | 100,00% | 3.176 | 8.689.620 | 100,00% | 39.900 |
| Surse: Autoritatea Electorală Permanentă, rezultatevot.ro Arhivat în 12 iunie 2024, la Wayback Machine. | | | |           |         |    |           |         |       |           |         |       |           |         |        |

## Din 1989
România a făcut progrese în instituționalizarea principiilor democratice, a libertăților civile și a respectării drepturilor omului de la Revoluția Română din decembrie 1989. Unii politicieni români de astăzi sunt foști membri ai Partidului Comunist Român (PCR). Deoarece apartenența la partid era o cerință pentru avansare înainte de 1989, mulți oameni s-au alăturat mai degrabă pentru a merge înainte decât din cauza convingerii ideologice; cu toate acestea, trecutul comunist al unor politicieni români rămâne extrem de controversat până în prezent.

### 1990-1992

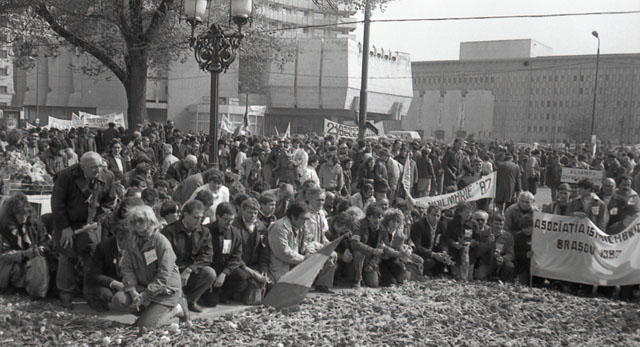
Un miting anticomunist și anti-FSN în Piața Universității din București

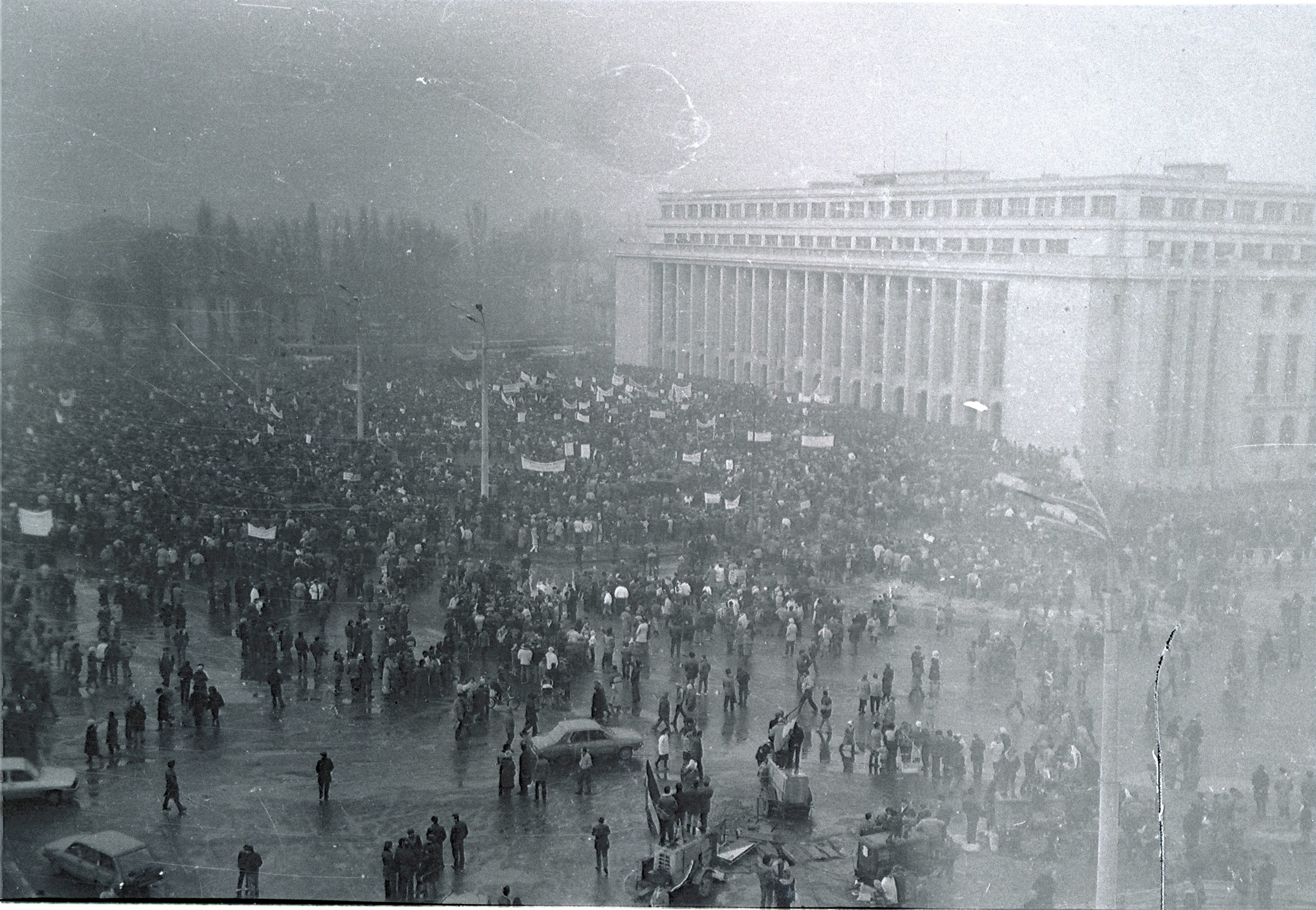
Februarie 1990: mineriadă care are loc lângă Palatul Victoria din București.

Partidul Comunist Român (PCR) a încetat oficial să existe după Revoluția Română din decembrie 1989. Un guvern interimar a preluat rapid mandatul începând cu sfârșitul lui decembrie 1989, format din membri ai Frontului Salvării Naționale (FSN) și care avea să guverneze în cele din urmă România până în 1992. FSN a decis inițial să nu candideze la alegerile din 1990, dar ulterior și-a retras poziția inițială și a optat pentru participarea la alegerile generale din România din 1990, având sprijinul deplin al presei de stat și a unei majorități covârșitoare a alegătorilor în timpul campaniei electorale, astfel câștigând în cele din urmă printr-o majoritate zdrobitoare.
Înainte de alegerile generale din România din 1990, peste 200 de noi partide politice au apărut imediat după 1989, majoritatea gravitând spre liderii lor, mai degrabă decât învârtindu-se în jurul unor programe politice sau agende geopolitice cu drepturi depline. Cu toate acestea, toate partidele politice majore au susținut democrația și reformele pieței libere în diferite grade sau măsuri. Cel mai mare partid politic de departe, Frontul Salvării Naționale (FSN) de la guvernare, a propus reforme economice lente și prudente și o plasă de siguranță socială.
În contrast puternic, principalele partide de opoziție, mai precis Partidul Național Liberal (PNL) și Partidul Național Țărănesc Creștin Democrat (PNȚ-CD), au favorizat reforme economice rapide și radicale, privatizarea imediată, precum și o reducere drastică sau chiar excluderea totală a foștilor membri ai Partidului Comunist (PCR) din viața politică publică românească.
La alegerile prezidențiale și legislative din 1990, FSN și candidatul său la președinție, Ion Iliescu, au câștigat cu o mare majoritate de voturi (67,02, respectiv 85,07 la sută). Cele mai puternice partide de opoziție din Senat au fost Uniunea Democrată a Maghiarilor din România (UDMR/RMDSZ), cu 7,20 la sută, și Partidul Național Liberal (PNL) cu 7,06 la sută, urmată de Partidul Național Țărănesc Creștin Democrat (PNȚ-CD) cu doar 2,50 la sută și alte partide minore de centru-dreapta (de exemplu, Uniunea Liberală–Brătianu, Partidul Reconstrucției Naționale din România și Grupul Democrat de Centru).
După demiterea prim-ministrului FSN, Petre Roman, cu câteva luni înainte de alegerile generale din 1992 (în urma unei Mineriade de la sfârșitul anului 1991), FSN s-a împărțit în două. Susținătorii președintelui Iliescu au format un nou partid politic, și anume Frontul Democrat al Salvării Naționale (FDSN) care ulterior se va transforma în PDSR și apoi în PSD, în timp ce susținătorii lui Roman și-au păstrat numele FSN (care se va transforma ulterior în PD).

### 1992-1996

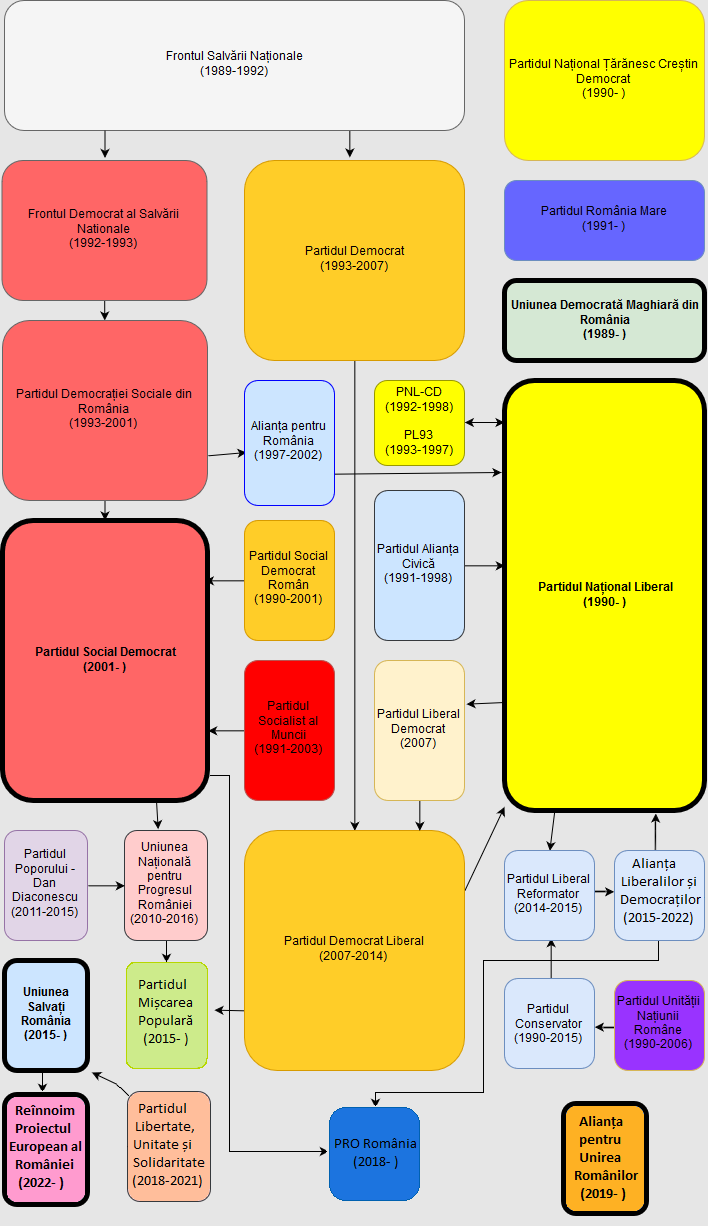
Organigramă care prezintă o listă detaliată a partidelor politice active în România din 1990, împreună cu secesiunile și fuziunile aferente acestora.

Alegerile locale, legislative și prezidențiale din 1992 au indicat o ruptură politică majoră între centrele urbane și mediul rural. Alegătorii din mediul rural, recunoscători pentru restaurarea majorității terenurilor agricole fermierilor, dar temându-se de schimbare, l-au favorizat puternic pe președintele Iliescu și FDSN; electoratul urban a favorizat CDR (o coaliție de mai multe partide – dintre care cele mai puternice au fost PNȚ-CD și PNL – și alte câteva organizații civice) și o reformă mai rapidă. Iliescu a câștigat cu ușurință realegerea dintr-un câmp de alți cinci candidați, iar FDSN a câștigat o majoritate relativă de mandate în ambele camere ale Parlamentului României.
Odată cu CDR, al doilea grup parlamentar, reticent să participe la o coaliție de umiune națională, FDSN (acum PDSR) a format un guvern sub premierul și economistul Nicolae Văcăroiu, cu sprijinul parlamentar din partea naționaliștilor din Partidul Unității Naționale Române (PUNR) și Partidul România Mare (PRM), precum și de la Partidul Socialist al Muncii (PSM) de extremă stângă condus de fostul premier al PCR Ilie Verdeț. Viitoarea coaliție a fost etichetată de presă drept „Patrulaterul Roșu”.
În ianuarie 1994, stabilitatea coaliției de guvernare a devenit problematică când PUNR a amenințat că își va retrage sprijinul dacă nu primește portofolii în guvern. După negocieri intense, doi membri PUNR au primit portofolii în guvern în guvernul Văcăroiu în luna august a aceluiași an. Luna următoare, ministrul Justiției în exercițiu a intrat și el în PUNR. Cu toate acestea, ulterior, PRM și PSM au părăsit coaliția în octombrie și, respectiv, decembrie 1995.

### 1996-2000
Alegerile locale din 1996 au indicat o schimbare majoră în orientarea politică a electoratului român, partidele de opoziție măturând Bucureștiul și majoritatea orașelor mari din Transilvania, Banat, Bucovina și Dobrogea. Tendința a continuat și la alegerile legislative și prezidențiale din acel an, când opoziția a dominat orașele și a făcut incursiuni puternice în zonele rurale dominate anterior de președintele Iliescu și PDSR (care a pierdut mulți alegători în circumscripțiile lor tradiționale bastion din afara Transilvaniei).
Campania partidelor din opoziție a subliniat necesitatea de a înlătura corupția și de a introduce reforme economice care să favorizeze liberalizarea și piața liberă. Acest mesaj a rezonat în rândul alegătorilor, rezultând o victorie istorică a coaliției CDR și alegerea lui Emil Constantinescu în funcția de președinte (parțial și din cauza morții lui Corneliu Coposu). Pentru a-și asigura majoritatea electorală, CDR a invitat Partidul Democrat (PD) condus atunci de Petre Roman (fostul FSN) precum și UDMR (reprezentând minoritatea maghiară) să se alăture guvernului. Deși în următorii patru ani România a avut patru prim-miniștri (dintre care unul dintre aceștia interimari, mai precis Gavril Dejeu de la PNȚCD precum și în ciuda fricțiunilor interne din marea coaliție de guvernare, unele generate de PD și fostul ministru al transporturilor Traian Băsescu, ceea ce a dus ulterior la căderea  guvernului Vasile în 1999, penultimul guvern CDR înainte de cel al lui Isărescu), partidele de guvernare și-au păstrat totuși larga formulă de coaliție și au inițiat o serie de reforme atât de necesare ceea ce a permis ulterior intrarea României în Uniunea Europeană și Organizația Tratatului Atlanticului de Nord (NATO/OTAN).

### 2000-2004
Constantinescu a declarat în 2000 că nu mai candidează pentru un al doilea mandat, susținând că sistemul l-a învins. Coaliția condusă de CDR cu noul său candidat Mugur Isărescu a pierdut primul tur al alegerilor prezidențiale din noiembrie 2000, ca urmare a nemulțumirii populare față de luptele interne dintre partidele ce constituiau CDR din ultimii patru ani și a dificultăților economice aduse de reformele structurale. În turul doi, Ion Iliescu, candidând din nou în calitate de candidat al Partidului Social Democrat (PSD), a câștigat cu o marjă largă în fața contracandidatului naționalist al Partidului România Mare (PRM), Corneliu Vadim Tudor. Ulterior, Iliescu l-a numit prim-ministru pe Adrian Năstase. În Parlament, guvernul PSD (ca și predecesorul său) s-a bazat pe sprijinul UDMR, care nu a intrat în guvern, ci a negociat pachete anuale de legislație și alte măsuri care favorizează etnicii maghiari din România (în esență printr-un acord de încredere și aprovizionare).
Năstase în cei patru ani în care a ocupat funcția de premier, a continuat politica externă pro-occidentală a guvernului precedent. Perioada sa a fost caracterizată de o stabilitate politică fără precedent în România post-comunistă și de o creștere economică consistentă. România a aderat la NATO în primăvara lui 2004 și a semnat un tratat de aderare la UE în 2007. Cu toate acestea, guvernul PSD a fost afectat de acuzații de corupție care ar fi factori importanți în eventuala sa înfrângere la alegerile locale și naționale din 2004.
În septembrie 2003, Partidul Democrat (PD) și Partidul Național Liberal (PNL) au format o alianță electorală, mai precis Alianța Dreptate și Adevăr (DA) ca un bloc de opoziție față de guvernarea PSD. Alianța DA a fost de acord, printre alte măsuri, să voteze ca bloc în parlament și consiliile locale și să prezinte candidați comuni la alegerile naționale și locale. În octombrie 2003, țara a organizat un referendum cu privire la câteva modificări constituționale considerate necesare pentru aderarea la UE. Modificările au inclus prevederi care să permită străinilor să dețină terenuri în România și să modifice mandatul președintelui de la patru la cinci ani.

### 2004-2008
În 2004, Traian Băsescu, liderul de atunci al Partidului Democrat (PD), a câștigat alegerile prezidențiale la limită. Ulterior, Băsescu l-a numit prim-ministru pe fostul lider național liberal Călin Popescu-Tăriceanu. Popescu-Tăriceanu a condus un guvern format din PNL, PD, UDMR și PC (cunoscut anterior ca Partidul Umanist Român sau PUR). Pentru a-și asigura o majoritate parlamentară, guvernul de coaliție s-a bazat pe sprijinul a 18 locuri parlamentare rezervate reprezentanților minorităților etnice.
Majoritatea restrânsă a guvernului în Parlament a dus la apeluri pentru alegeri anticipate. În iulie 2005, premierul Tăriceanu și-a exprimat intenția de a demisiona, determinând noi alegeri; apoi a dat înapoi, observând nevoia lui și a guvernului de a se concentra asupra eforturilor de ajutorare pentru inundațiile din vară. În primul său an, guvernul a fost testat și de o criză de ostatici rezolvată cu succes, care a implicat trei jurnaliști români răpiți în Irak și gripa aviară în mai multe părți ale țării, transmisă de păsările sălbatice care migrează din Asia.
Obiectivul primordial al guvernului a fost aderarea României la Uniunea Europeană (UE), iar pe 1 ianuarie 2007 România a devenit al 26-lea membru al UE. Guvernul a menținut, de asemenea, relații bune cu Statele Unite, semnând în decembrie 2005 un acord care să permită trupelor americane să se antreneze și să servească la mai multe unități militare românești. Băsescu și Tăriceanu s-au angajat să combată corupția la nivel înalt și să implementeze reforme mai ample pentru modernizarea sectoarelor precum sistemul judiciar și asistența medicală.
Pe 19 aprilie 2007, Parlamentul României l-a suspendat pe președintele Băsescu sub acuzația de comportament neconstituțional. Suspendarea, adoptată cu 322-108 de voturi, a deschis calea pentru un referendum național privind demiterea, care a eșuat printr-un vot popular și ca atare Băsescu a fost repus în funcția de președinte.

### 2008-2012
Alegerile parlamentare din noiembrie 2008 nu au dat un câștigător clar, social-democrații (PSD) câștigând 33,9 la sută din voturi, liberal-democrații (PDL) de centru-dreapta ai președintelui Traian Băsescu obținând 32,34 la sută, iar național-liberalii (PNL) de la guvernare, au obținut 18,6 la sută. Liberal-democrații și social-democrații au format o coaliție după alegeri. Fostul premier Theodor Stolojan și-a retras candidatura la funcția de premier, iar președintele Băsescu l-a nominalizat premier pe Emil Boc, președintele liberal-democraților.
Odată cu debutul Marii Recesiuni, scena politică românească a cunoscut tensiuni între președinte și premier, pe de o parte, precum și între populația generală și tabăra politică, pe de altă parte. Tensiunile au escaladat odată cu o criză politică din 2012 și o nouă încercare de a-l demite pe președintele Băsescu. La referendum, peste 7,4 milioane de oameni (aproape 90 la sută) au susținut demiterea lui Băsescu din funcție. Cu toate acestea, Curtea Constituțională a invalidat referendumul pentru că majoritatea populației nu a votat (prezența la vot a fost de 46%); Băsescu a numit referendumul o lovitură de stat și a cerut publicului să-l boicoteze. Toate aceste evenimente au fost aspru criticate de personalitățile politice internaționale, în special de cancelarul german Angela Merkel.

### 2012-2016

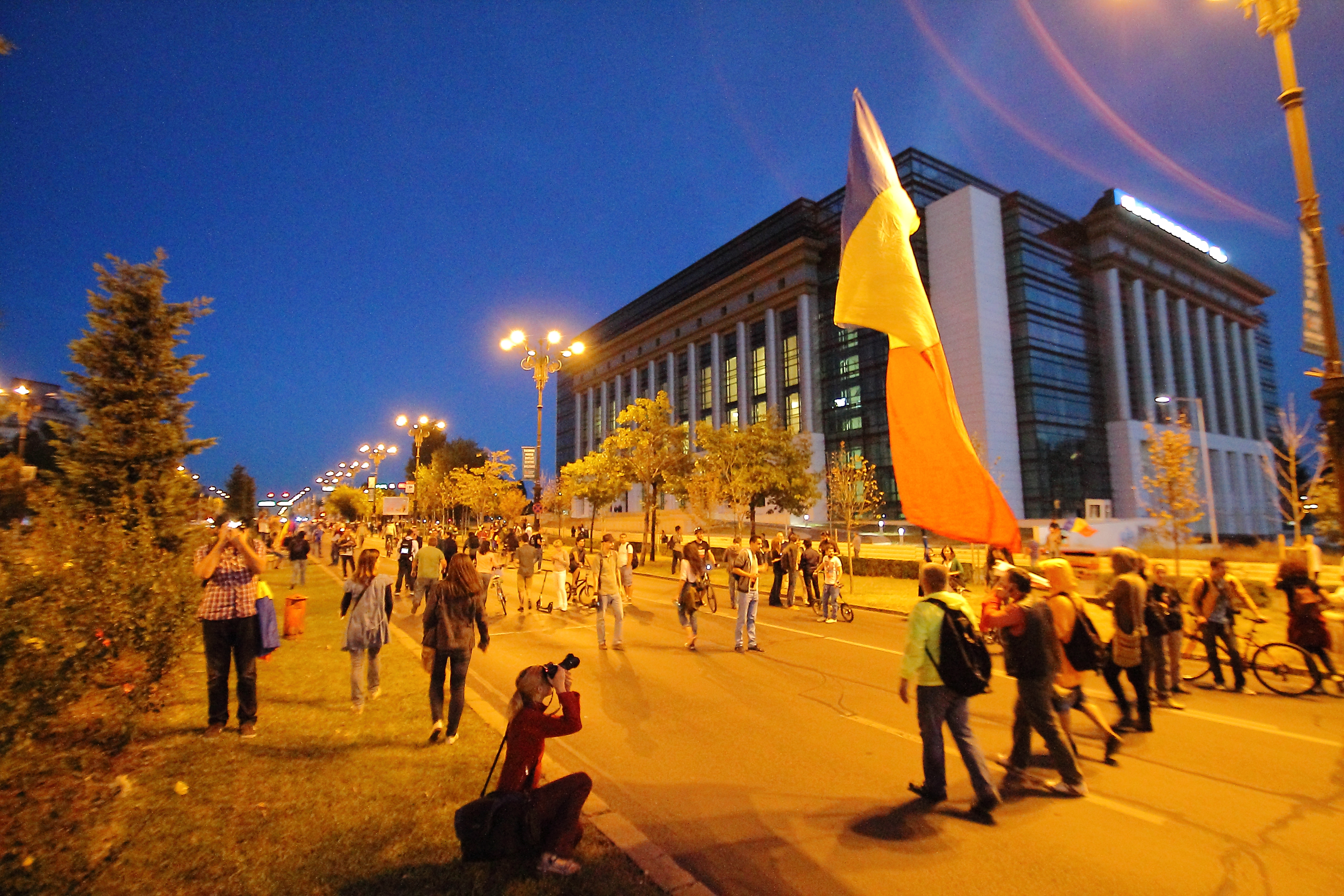
Protest împotriva Proiectului Roșia Montană la București în 2013, desfășurat în apropierea Bibliotecii Naționale a României.

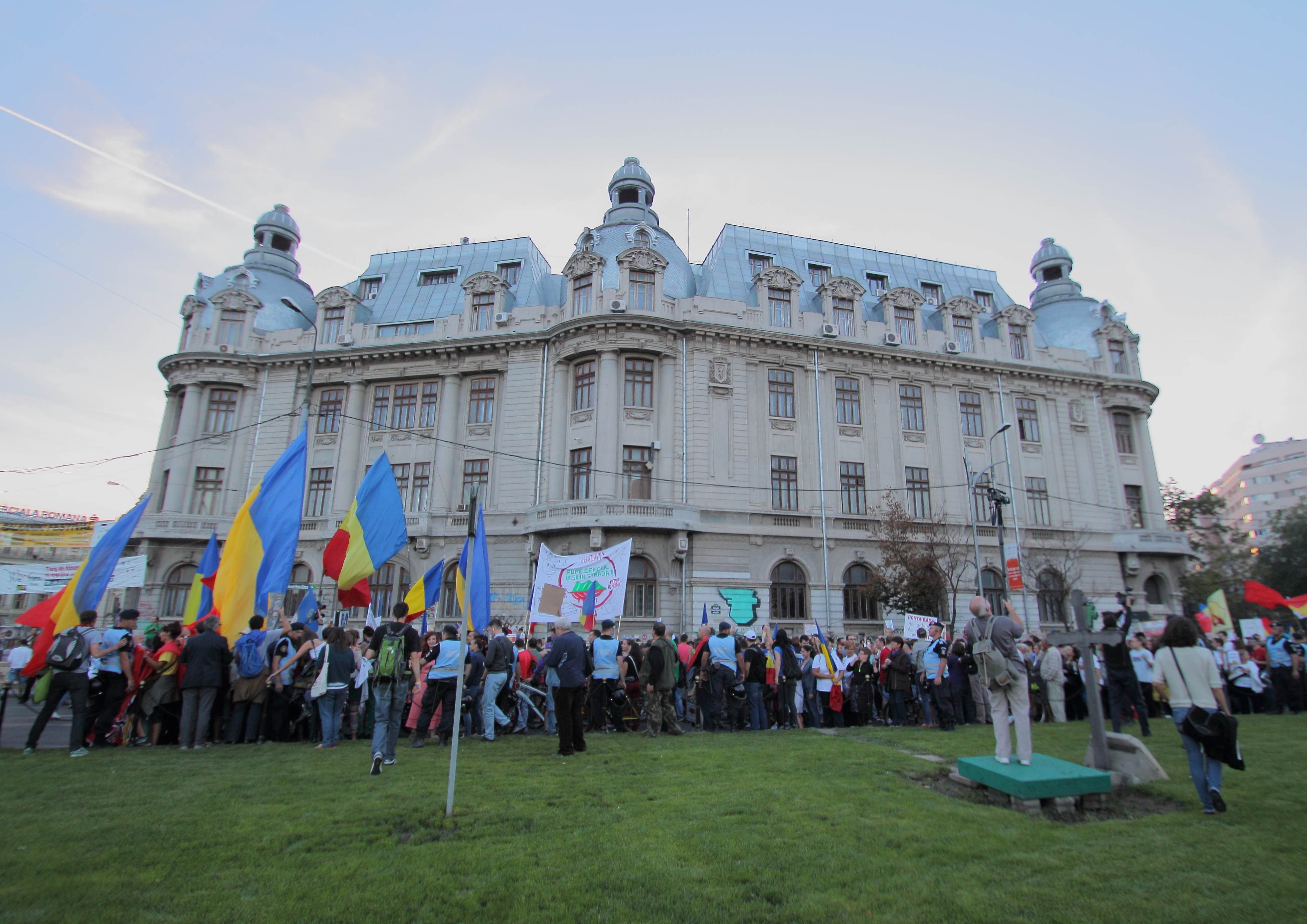
Protestele din 2013 împotriva Proiectului Roșia Montană s-au transformat într-o mișcare socială antiguvernamentală.

Alegerile legislative din 9 decembrie 2012 au fost văzute de public ca o oportunitate de schimbare și de înlăturare a lui Băsescu. Uniunea Social Liberală (USL) a primit o mare majoritate în Camera Deputaților și Senat (60,07, respectiv 58,61 la sută din voturi) și un record de 395 de locuri. Noul premier, Victor Ponta, a format rapid un guvern, dar eșecul de a adopta reforme a declanșat rapid un val de proteste împotriva unui guvern văzut ca neîndeplinind promisiunile din campania electorală din 2012. Alte două proiecte de interes național (forajul de șist și proiectul minier Roșia Montană) au declanșat mai multe proteste. Manifestațiile, inițial cu accent ecologic, au devenit proteste antiguvernamentale.
La începutul lui 2014, PNL s-a desprins de USL și a intrat în opoziție. Alături de PDL, PNL a format Alianța Creștin Liberală (ACL) pentru a susține candidatura lui Klaus Iohannis la Președinția României și a convenit ulterior asupra unei viitoare fuziuni care să păstreze numele Partidului Național Liberal (PNL). Iohannis a câștigat surprinzător în fața premierului de atunci Victor Ponta în turul doi al alegerilor prezidențiale din 2014, cu o marjă de 54,43%. La acea vreme, mulți alegători din străinătate erau pe drept supărați pentru că nu toturor li s-a dat dreptul de a vota, ceea ce a reprezentat unul dintre motivele cheie ale înfrângerii lui Ponta.
La sfârșitul anului 2015, o altă serie de proteste la nivel național a determinat, în cele din urmă, demisia premierului Victor Ponta. La scurt timp după aceea, președintele Iohannis l-a numit prim-ministru pe tehnocratul independent de atunci Dacian Cioloș, care a condus un guvern la fel de independent-tehnocrat între sfârșitul anului 2015 și începutul lui 2017.

### 2016-2020

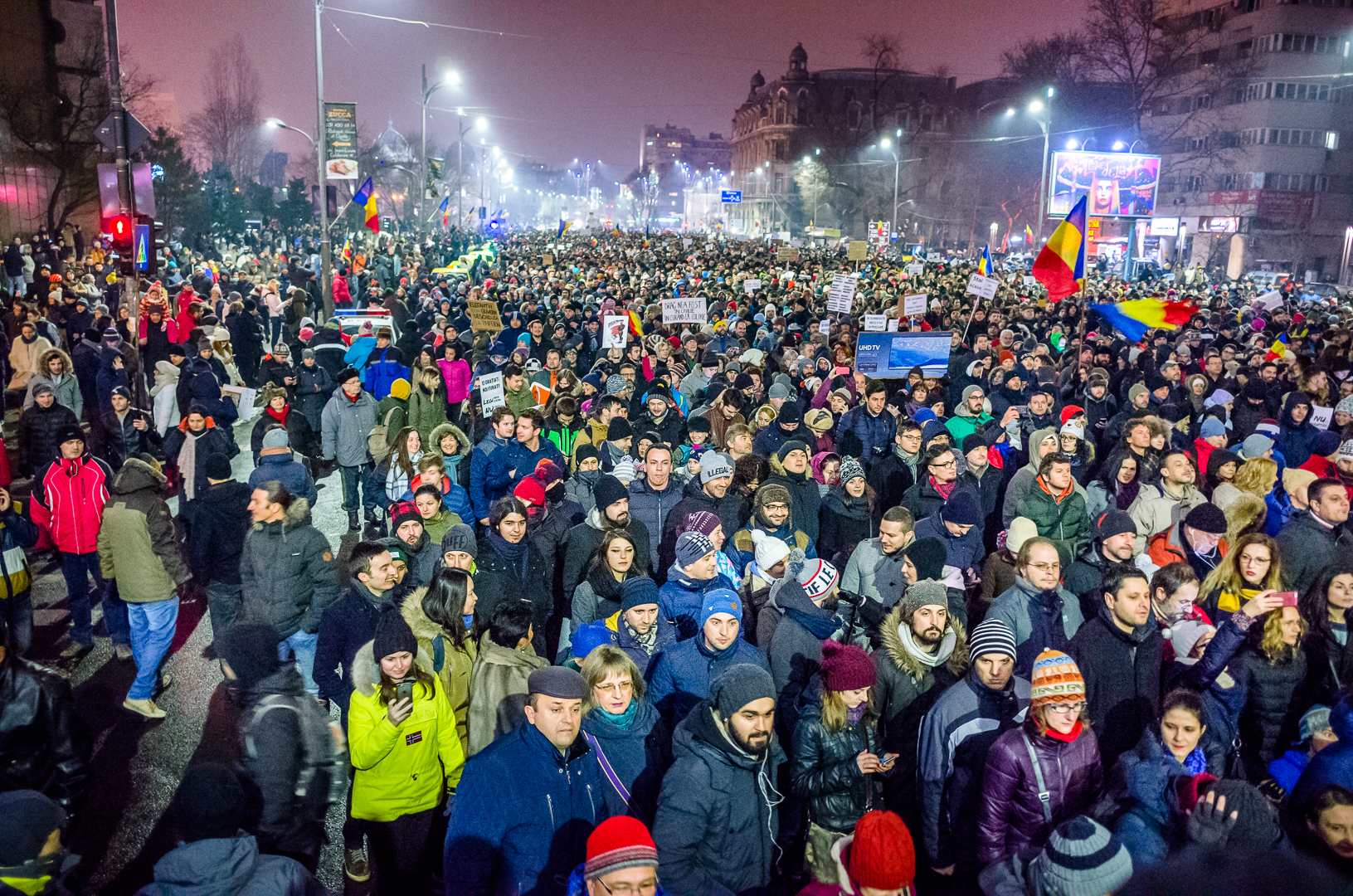
Protestul masiv anticorupție la București în ianuarie 2017 împotriva guvernului socialist PSD-ALDE de atunci, condus de fostul premier Sorin Grindeanu.

Alegerile legislative din 11 decembrie 2016 au marcat o revenire previzibilă a PSD ca formațiune majoră în Parlamentul României, majoritatea sondajelor de opinie le-au dat un scor electoral de cel puțin 40%. Alături de ALDE (un grup majoritar divizat din PNL), PSD a format inițial o coaliție de guvernare sub premierul Sorin Grindeanu.
La începutul anului 2017, o serie de proteste masive la nivel național (cele mai mari din istoria României) au cerut demisia lui Grindeanu și alegeri anticipate din cauza procedurii secrete a guvernului de a da o ordonanță de modificare a Codului Penal și a Codului de Procedură Penală în noaptea de 31 ianuarie. Premierul, împreună cu întregul guvern, au refuzat să demisioneze, dar, cu toate acestea, au decis să retragă decretele care au declanșat protestele din 5 februarie, la apogeul protestelor.
Aproximativ patru luni mai târziu, între premierul Sorin Grindeanu și liderul PSD Liviu Dragnea au apărut tensiuni, care au avut ca rezultat pierderea sprijinului politic pentru guvern din partea coaliției PSD-ALDE. Premierul a refuzat să demisioneze, dar în cele din urmă a fost demis printr-o moțiune de cenzură adoptată de Parlament cu 241 de voturi (233 minim necesare).
Imediat după aceea, Mihai Tudose a fost propus de social-democrați pentru funcția de prim-ministru și a fost acceptat ulterior de președintele Iohannis. Cu toate acestea, imediat după 6 luni de guvernare, el și-a dat demisia din această funcție. În consecință, coaliția de guvernământ a nominalizat un nou candidat la funcția de premier, pe Viorica Dăncilă, fost europarlamentar socialist în anii 2014–19 care a fost acceptată și de președintele statului. A fost și prima femeie care a ocupat funcția de premier al României. Ulterior, pe 4 noiembrie 2019, după o moțiune de cenzură, guvernul minoritar PSD a fost înlocuit cu un guvern minoritar condus de Partidul Național Liberal sub Ludovic Orban. Mai mult, în noiembrie 2019, președintele Klaus Iohannis a fost reales cu un scor covârșitor.
Pe tot parcursul acestei perioade de timp (adică cei doi ani între 2017 și 2019), care a fost marcată de haosul guvernamental produs de anterioara coaliție de guvernământ PSD-ALDE în ceea ce privește schimbarea premierilor, precum și intențiile lor de a schimba atât Codul Penal, cât și Codul de Procedură Penală, societatea românească a ieșit pe străzile Bucureștiului și a multor alte orașe mari ale țării în număr imens timp de peste 500 de zile consecutive pentru a se opune modificării acestor pachete de legi, cerând alegeri anticipate, precum și organizarea unui referendum pe tema justiției.

### 2020-2024
Alegerile locale din România din 2020 care au avut loc pe 27 septembrie au fost câștigate de PNL. Cu toate acestea, pe 6 decembrie, PNL a ocupat locul al doilea la alegerile legislative. Alegerile au fost câștigate de social-democrații din opoziție (PSD), care au ajuns pe primul loc. La scurt timp după ce au apărut rezultatele oficiale, Orban a demisionat din funcția de prim-ministru și a fost înlocuit de Nicolae Ciucă în funcția de prim-ministru interimar. O surpriză a alegerilor parlamentare din 2020 a fost intrarea Alianței pentru Unirea Românilor (AUR) în parlament cu 9 la sută din voturi, partid ce anterior la alegerile locale luase mai puțin de 1% din voturi.
Între timp, național-liberalii au trecut la negocierea formării unui guvern de coaliție alături de USR PLUS și UDMR pentru o guvernare stabilă de centru-dreapta pentru următorii patru ani în România. Noul premier desemnat a fost așadar Florin Cîțu, membru al Partidului Național Liberal (PNL), care a preluat funcția pe 23 decembrie 2020, după ce a format o coaliție tripartită, de centru-dreapta, formată din PNL, USR PLUS și Uniunea Democrată Maghiară din România (UDMR/RMDSZ).
Ulterior, la începutul lunii septembrie 2021, USR PLUS a decis să iasă din Guvernul Cîțu și astfel alianța celor trei partide de centru-dreapta a fost desființată oficial. În plus, PNL, Iohannis și Cîțu au declanșat o criza politică majoră în 2021, care a durat aproape trei luni și, în consecință, a cufundat țara într-o criză socială și economică uriașă, până când Nicolae Ciucă a fost investit prim-ministru împreună cu un guvern format din PNL, PSD și UDMR (cunoscut și sub numele de Coaliția Națională pentru România) la sfârșitul lunii noiembrie 2021.
Chiar și după învestirea lui Ciucă, guvernarea catastrofală și puternic coruptă a PNL-PSD-UDMR a menținut țara într-o tulburare socială și economică imensă, lipsită de soluții și neputând afișa o viziune pentru o guvernare corectă atât pe termen scurt, cât și pe termen mediu și lung. De asemenea, de la investirea lui Ciucă care conduce CNR, România experimentează o derapare către autoritarism și iliberalism.
În luna mai 2023, sindicatele din educație au declanșat o grevă generală a profesorilor pentru a cere creșterea salariilor. Greva a durat 3 săptămâni și în ciuda mai multor negocieri care au eșuat și au dus la continuarea grevei, în cele din urmă aceasta a fost suspendată, guvernul acceptând să majoreze cu 25% salariile, acordând anual sume de 1500 de lei pentru personalul didactic auxiliar, respectiv 500 de lei pentru personalul nedidactic până în 2027.
În luna iunie 2023, Nicolae Ciucă a demisionat din funcția de premier pentru a declanșa rotativa guvernamentală conform protocolului semnat cu partenerii de coaliție PSD și UDMR. Pe 15 iunie 2023, Marcel Ciolacu a fost investit de către parlament în funcția de premier, noul guvern fiind alcătuit fără UDMR (care a refuzat să mai rămână în guvern ca urmare a eșuării negocierilor pentru anumite portofolii de miniștrii).

### 2024-prezent
În 2024 în România au avut loc toate cele 4 tipuri de alegeri, o premieră în istoria postdecembristă a țării. Alegerile pentru Parlamentul European și alegerile locale din 2024 au avut loc simultan pe data de 9 iunie, alegerile europarlamentare fiind câștigate de Alianța PSD-PNL, iar cele locale de către Partidul Social Democrat (care a mers separat de liberali în majoritatea județelor). Alegerile europarlamentare și cele locale au oferit și rezultate pozitive pentru partidele naționaliste precum Alianța pentru Unirea Românilor (AUR) care a trimis 5 eurodeputați în Parlamentul European și formațiunea mai radicală S.O.S. România care a trimis 2 eurodeputați. De asemenea, AUR și-a întărit la aceste alegeri poziția în teritoriu câștigând locuri importante în consiliile județene și cele locale. De asemenea, organizarea simultană a celor 2 alegeri în aceeași zi a fost întâmpinată și cu probleme și raportări legate de fraude electorale, cele mai mari scandaluri care au ieșit la suprafață în urma alegerilor fiind la sectoarele 1 și 2 din București.
Alegerile prezidențiale din 2024 au avut loc pe 24 noiembrie. Turul 1 al alegerilor a oferit rezultate care au dat peste cap orice predicție anterior desfășurării scrutinului: candidatul independent și naționalist Călin Georgescu a câștigat primul tur al alegerilor, obținând 22,94% din voturile valabil exprimate, urmat de Elena Lasconi care a obținut 19,18% din voturi. Turul 1 a oferit și o altă premieră în istoria postdecembristă a României: Partidul Social Democrat (PSD) a pierdut accederea candidatului său, Marcel Ciolacu, în turul 2, astfel că a pierdut alegerile încă din primul tur. De asemenea, național-liberalii au obținut cel mai slab rezultat al lor din istoria postdecembristă, Nicolae Ciucă obținând doar 8,79% din voturile valabil exprimate. Un rezultat slab a înregistrat și președintele Alianței pentru Unirea Românilor, după ce s-a speculat pe scară largă că George Simion va ajunge în turul al doilea. După ce nu a reușit să avanseze în turul 2, Marcel Ciolacu și-a anunțat demisia din funcția de lider al Partidului Social Democrat pe 25 noiembrie. Cu toate acestea, el a ales să rămână în funcția de prim-ministru până la formarea unui nou guvern în urma alegerilor parlamentare din 1 decembrie. Pe fondul discuțiilor despre rolul rețelelor sociale și prezenta puternică a lui Călin Georgescu, Ciolacu a cerut, de asemenea, ca finanțarea campaniei lui Georgescu pe TikTok să fie revizuită, în timp ce europarlamentarul și liderul Renew Europe Valérie Hayer i-a cerut CEO-ului TikTok să răspundă la întrebări despre rolul platformei în alegeri în fața Parlamentului European, invocând Legea privind serviciile digitale. Klaus Iohannis a convocat ședința Consiliului Suprem de Apărare a Țării, pe tema unor posibile riscuri la adresa securității naționale generate de acțiunile unor actori cibernetici statali și non-statali asupra unor infrastructuri IT&C, în perioada alegerilor prezidențiale. Ședința CSAT a avut loc la Palatul Cotroceni pe 28 noiembrie 2024. Curtea Constituțională a României a avut termen de validare a primului tur al prezidențialelor data de 28 noiembrie 2024. Campania electorală pentru al doilea tur de scrutin a început pe 29 noiembrie și s-a încheiat încheie pe 7 decembrie, la ora 07:00. Pe 28 noiembrie 2024, Curtea a decis renumărarea tuturor voturilor din primul tur. În urma renumărării, a fost validat primul tur. Totuși, pe 4 decembrie 2024 președintele Iohannis a desecretizat documentele CSAT care au confirmat implicarea în alegeri a unui actor statal străin. Noile dovezi au obligat Curtea Constituțională să ia decizia anulării primului tur și reluarea procesului electoral în totalitate, o decizie fără precedent în istoria României. În urma anulării alegerilor indicii bursieri au început să crească după câteva zile de scădere.
Alegerile parlamentare din 2024 au avut loc pe 1 decembrie. Acesta s-au desfășurat în cadrul unui context relativ tensionat și polarizat în societate ca urmare a evenimentelor ce au succedat turul 1 de scrutin al alegerilor prezidențiale din 24 noiembrie precum manifestațiile antiextremism și contramanifestațiile susținătorilor lui Călin Georgescu.  Alegerile parlamentare au fost câștigate de social-democrații aflați la guvernare, cu un scor însă mai slab față de precedentele alegeri din 2020. Rezultatele oficiale au indicat un parlament fragmentat care necesită formarea unei coaliții de guvernare largă pentru o majoritate stabilă. Primele zile ce au succedat alegerile parlamentare s-a discutat despre formarea unui cordon sanitar care să izoleze așa numitul bloc suveranist (format din partidele AUR, SOS RO și POT) și constituirea unei coaliții pro-europene stabile formate de PSD, PNL, USR, UDMR și partidele minorităților etnice. Ca urmare a anulării primului tur de scrutin și a alegerilor prezidențiale, REPER a solicitat Biroului Electoral Central anularea alegerilor parlamentare din 2024 subliniind că motivele care au dus la decizia CCR sunt valabile și pentru alegerile parlamentare. Vlad Gheorghe, liderul partidului DREPT, a cerut de asemenea anularea alegerilor parlamentare invocând (aceleași „cauze”): „ingerința Rusiei”, „manipularea și dezinformarea populației”.
Între timp negocierile dintre PSD, PNL, USR și UDMR au ajuns la un impas, USR făcând mai multe cereri către potențialii parteneri de coaliție precum tăierea taxelor, demisia președintelui Klaus Iohannis, adoptarea rapidă a noului buget, demararea procedurilor pentru inițierea referendumului „fără penali în funcții publice” și demisia șefilor serviciilor de informații. În cele din urmă, USR a rămas în afara negocierilor privind viitoarea coaliție de guvernare astfel că s-a concretizat revenirea vechii formule PSD-PNL-UDMR-minorități care a mai fost între 2021 și 2023 în timpul guvernului Ciucă. Pe 23 decembrie 2024, noul guvern a fost învestit cu o majoritate fragilă (puțin peste 50%), guvernul Ciolacu 2.
Pe 10 februarie 2025, Iohannis și-a anunțat demisia din funcția de președinte, demisie care a intrat în vigoare două zile mai târziu. Astfel, președintele Senatului, Ilie Bolojan, a devenit președinte interimar al țării, până la organizarea unor noi alegeri, acestea fiind stabilite pentru luna mai 2025.
Alegerile prezidențiale repetate au avut loc pe 4 mai, turul I, respectiv 18 mai, turul II. Finala prezidențială din 18 mai a avut loc pe fondul unei polarizări politice mari în societate rezultată atât din cauza crizelor suprapuse de la pandemia de COVID-19 cât și de anularea alegerilor prezidențiale din 2024 ca urmare a rezultatelor din primul tur de scrutin. Candidatul independent Nicușor Dan reușind să recupereze diferența de procente față de George Simion, candidatul AUR, câștigând alegerile cu 53,60% în timp ce George Simion a obținut 46,40% din voturile exprimate. Prezența la urne a fost ridicată, în primul tur de scrutin 53,21% din alegătorii înscriși prezentându-se la urne iar în turul al doilea 64,72% fiind cea mai mare prezență la alegeri înregistrată de la scrutinul din 2014. De asemenea, alegerile din 2025 au reconfirmat pierderea sprijinului electoral pentru partidele tradiționale, PSD și PNL, candidatul comun al acestora, Crin Antonescu (A.RO), nereușind să intre în cel de al doilea tur de scrutin, rezultând în al doilea eșec major pentru cele două partide politice tradiționale fiind lăsate în afara cursei prezidențiale în finala prezidențială.
După preluarea mandatului de președinte, Nicușor Dan a demarat oficial discuțiile privind formarea unui nou guvern și majorități. După mai bine de o lună de zile de negocieri privind măsurile pe care trebuie să le adopte guvernul, PSD, PNL, USR și UDMR au căzut la un acord privind formarea unei coaliții în jurul lui Ilie Bolojan, deși seriile de negocieri dintre cele patru partide n-au fost lipsite de tensiuni. Guvernul a primit votul de încredere al parlamentului pe 23 iunie 2025 fiind învestit oficialc cu 301 voturi pentru. Acordul prevede, pe lângă măsurile fiscale de austeritate, și o rotativă guvernamentală care să aibă loc între PNL și PSD în primăvara lui 2027, PSD urmând să preia funcția de prim-ministru în 2027. Noul guvern de îndată ce a fost învestit a anunțat o serie de măsuri de reformă și austeritate menite să reducă deficitul excesiv generat de cheltuielile iresponsabile ale guvernului în timpul guvernelor Ciucă și Ciolacu. Măsurile de austeritate din primul pachet, adoptat în iulie 2025 prin asumarea răspunderii de către guvern, nu a fost lipsit de contestare și controverse, guvernul fiind acuzat că protejează zonele privilegiate din societate în timp ce clasa de mijloc și de jos o să trebuiască tot ea să plătească nota de plată pentru deficitul excesiv. De asemenea, sindicatele au anunțat proteste împotriva reformelor anunțate de guvern ce vizează reducerea personalului la stat sau tăierea sporurilor și salariilor. 